# Candice Lill
Candice Lill (nascida Neethling; Port Shepstone, 15 de fevereiro de 1992) é uma ciclista sul-africana, especialista em mountain bike.
Representou o seu país durante os Jogos Olímpicos de Londres 2012, onde competiu no cross-country, terminando em 28º e último lugar.